# Episodi di Joséphine, ange gardien (quindicesima stagione)
La quindicesima stagione della serie televisiva Joséphine, ange gardien è stata trasmessa in Francia tra il 2014 e il 2015 e in Italia nel 2015.

## Episodio 71: Il sorriso della mummia
- Titolo originale: '
- Diretto da:
- Scritto da:

### Trama
Joséphine arriva da un'egittologa di nome Louise che sta studiando una nuova mummia che si rivelerà essere "maledetta" creando disastri e portando a molti guai all'interno dello studio di egittologia.

## Episodio 72: Gli sfigati
- Titolo originale: '
- Diretto da:
- Scritto da:

### Trama
Jane è una ragazza delle scuole medie. La ragazza è bullizzata e per evitare di esserlo cerca di fare delle sfide. Tuttavia finirà per perdere le persone a lei più care diventando amica, forse anche di più, dei bulli. Fortunatamente ci sarà Joséphine ad aiutarla.

## Episodio 73: Tutti allo zoo
- Titolo originale: '
- Diretto da:
- Scritto da:

### Trama
Clara lavora in uno zoo, in precedenza di suo padre. Nel cuore della campagna francese, arriva Joséphine che tra lupi, orsi e altri animali deve aiutare la donna che ha dei problemi con il figlio Luka. In più, lo zoo sta attraversando un momento di crisi: alcuni animali, in passato, sono stati trasportati in modo illegittimo degli animali.

## Episodio 74: Leggende bretoni
- Titolo originale: '
- Diretto da:
- Scritto da: